# دیانا استیهلی
دیانا استیهلی (انگلیسی: Diana Staehly؛ زادهٔ ۳۱ اکتبر ۱۹۷۷) بازیگر اهل آلمان است.
از فیلم‌ها یا برنامه‌های تلویزیونی که وی در آنها نقش داشته‌است می‌توان به هشدار برای کبرا ۱۱ و استرومبرگ اشاره کرد.